# Liste der Biografien/Coni
Liste der Biografien |
Portal Biografien |
Personensuche
# |
A |
B |
C |
D |
E |
F |
G |
H |
I |
J |
K |
L |
M |
N |
O |
P |
Q |
R |
S |
T |
U |
V |
W |
X |
Y |
Z |
?
 
Ca |
Cb |
Cc |
Ce |
Ch |
Ci |
Cj |
Ck |
Cl |
Cm |
Cn |
Co |
Cr |
Cs |
Ct |
Cu |
Cv |
Cw |
Cy |
Cz
 
Coa–Cod |
Coe–Cok |
Col |
Com |
Con |
Coo–Coq |
Cor |
Cos |
Cot |
Cou |
Cov |
Cow |
Cox |
Coy |
Coz
 
Cona |
Conb |
Conc |
Cond |
Cone |
Conf |
Cong |
Conh |
Coni |
Conj |
Conk |
Conl |
Conn |
Cono |
Conq |
Conr |
Cons |
Cont |
Conu |
Conv |
Conw |
Cony |
Conz
Die Liste der Biografien führt alle Personen auf, die in der deutschsprachigen Wikipedia einen Artikel haben. Dieses ist eine Teilliste mit 31 Einträgen von Personen, deren Namen mit den Buchstaben „Coni“ beginnt.

## Coni

### Conig
- Conigliaro, Marcos (* 1942), argentinischer Fußballspieler
- Conigliaro, Pascal (* 1977), deutscher Politiker (SPD)
- Coniglio, Greg (* 1970), englischer Schiedsrichter der Billardvariante Snooker

### Conij
- Conijn, Brenda (* 1974), niederländische Badmintonspielerin
- Conijn, Merel (* 2001), niederländische Eisschnellläuferin

### Conil
- Conil, Raphaël (1930–1990), belgischer Paläontologe und Geologe
- Conille, Garry (* 1966), haitianischer Politiker

### Conin
- Conin, Mac (* 1961), deutscher Autor und Übersetzer
- Coninck, David de (* 1636), niederländischer Maler
- Coninck, Heleen de (* 1977), niederländische Klimawissenschaftlerin
- Coninck, Marie Louise (* 1936), dänische Schauspielerin
- Coninck, Patrice de (1770–1827), südniederländischer Jurist und Politiker
- Coninck, Pieter de, Anführer der Brügger Frühmette, dem blutigen Aufstand gegen den französischen König Philipp den Schönen
- Coningham, Arthur (* 1895), neuseeländischer Offizier der Royal Air Force, zuletzt Air Marshal
- Conings, Jürgen (1974–2021), belgischer Obergefreiter der Luftstreitkräfte und Schießausbilder
- Conington, John (1825–1869), britischer Klassischer Philologe
- Coninx, Carl (* 1865), deutscher Manager der Energiewirtschaft
- Coninx, Dorian (* 1994), französischer Duathlet und Triathlet
- Coninx, Hans Heinrich (* 1945), Schweizer VerlegerHans Heinrich Coninx (* 1945)

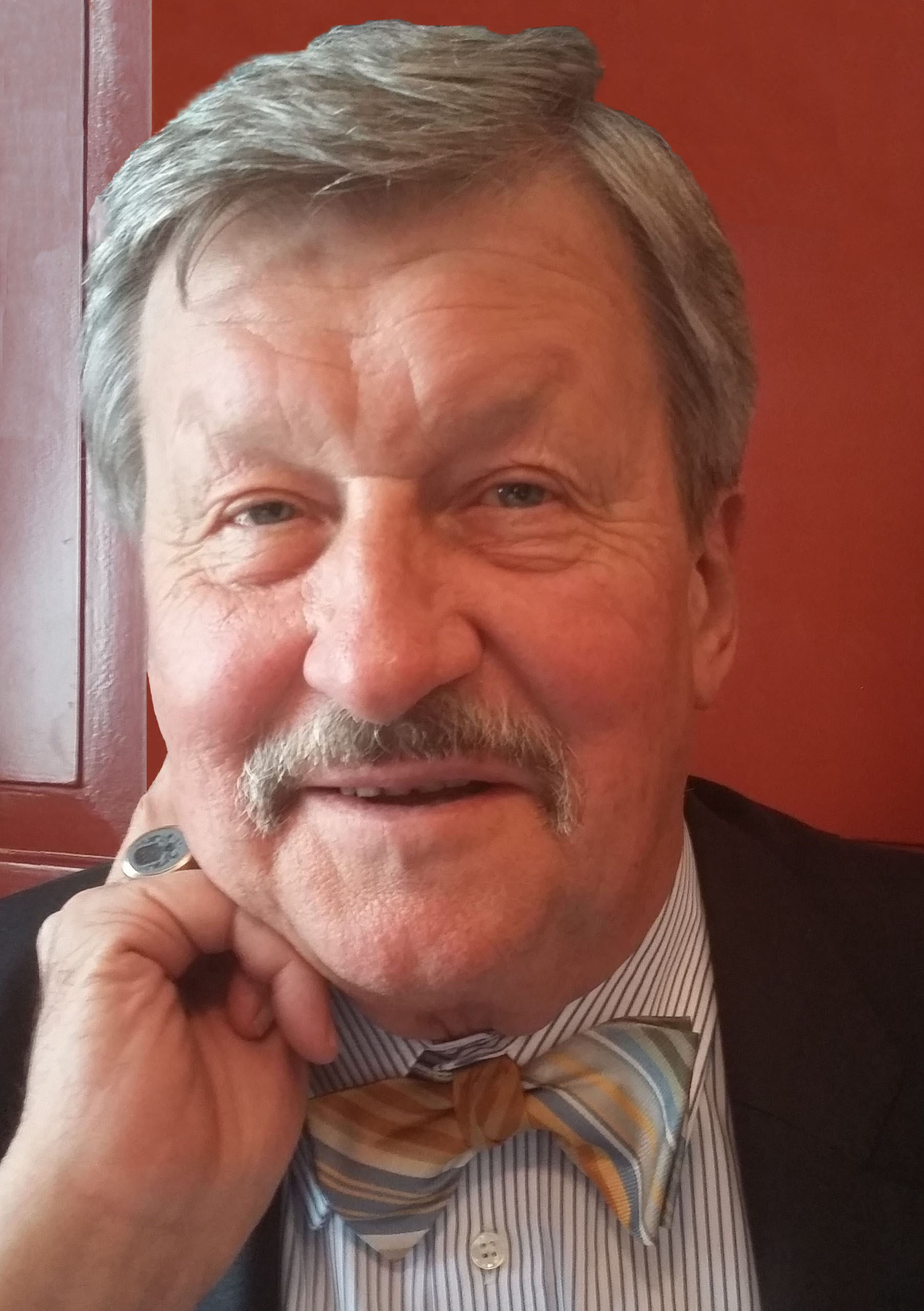
Hans Heinrich Coninx (* 1945)

- Coninx, Léa (* 1998), französische Triathletin
- Coninx, Max (* 1874), deutscher Reichsgerichtsrat
- Coninx, Stijn (* 1957), belgischer Regisseur
- Coninx, Werner (1911–1980), Schweizer Kunstmaler, Kunstsammler und Mäzen
- Coninx-Girardet, Otto (1871–1956), deutsch-schweizerischer Verleger
- Coninx-Wettstein, Otto (1915–2001), Schweizer Jurist und Verleger
- Coninxloo, Gillis van (* 1544), flämischer Maler
- Coninxloo, Hans von, niederländischer Maler

### Conit
- Conitz, Gerda (1901–1982), deutsche Keramikerin und Glasurkünstlerin
- Conitzer, Harry (1905–1976), deutscher Mediziner und Anthropologe
- Conitzer, Leo (1872–1942), deutscher Kaufmann und Mäzen

### Conix
- Conix, Christine (* 1955), Architektin